# Lindisfarne
Lindisfarne, ook Holy Island, is een getijdeneiland voor de noordoostelijke kust van Engeland, ter hoogte van Berwick-upon-Tweed, en de naam van een klooster (priorij) en kasteel op dit eiland. Lindisfarne wordt ook wel "Holy Island" (heilig eiland) genoemd, wat tevens de naam van de civil parish is. Het eiland is verbonden met Northumberland op het Britse vasteland door een dam die bij vloed onder water loopt.

## Klooster
Het klooster, Lindisfarne Priory, werd rond 635 gesticht door de Ierse monnik Aidan van Lindisfarne, die van het eiland Iona kwam. Het kwam in de 7e eeuw tot bloei, maar op 8 juni 793 verscheen een bescheiden vloot Vikingen (vermoedelijk vanuit Denemarken) voor het kloostereiland en in luttele ogenblikken werd de abdij leeggeroofd. Deze ongekende en ongehoord brutale aanval op een weerloze kloostergemeenschap veroorzaakte een schok in Europa. Het klooster werd nog verschillende keren aangevallen in de 9e eeuw. Ondertussen sidderde heel Europa voor de schrik van de Noormannen. In 875 vluchtten de monniken met medeneming van het lichaam van de heilige St. Cuthbert naar het vasteland, waar ze het huidige Durham stichtten. In 1082 werd met het resterende materiaal van het klooster een benedictijnenabdij gebouwd, waarvan thans nog resten te zien zijn.

## Lindisfarne-evangeliarium
Lindisfarne is ook vooral bekend van het Lindisfarne-evangeliarium (het Lindisfarne-evangelie), een bijzonder rijk geïllustreerd handschrift uit de achtste eeuw. Het Lindisfarne-evangeliarium bevindt zich nu in de British Library in Londen.

## Kalkovens en Lindisfarne Castle
De kalkovens van Lindisfarne zijn stilgelegd, maar er wordt nog steeds mede geproduceerd. In de zuidoosthoek van het eiland ligt Lindisfarne Castle op een steile klif, een 16e-eeuws kasteel dat in het begin van de twintigste eeuw door architect Edwin Lutyens gerestaureerd werd en ingericht in de Arts and Crafts-stijl. 

## Wetenswaardigheid
In 1966 werd de film Cul-de-sac van Roman Polański er opgenomen.
Acklington · 
Acomb · 
Adderstone with Lucker · 
Akeld · 
Allendale · 
Alnham · 
Alnmouth · 
Alnwick · 
Alwinton · 
Amble by the Sea · 
Ancroft · 
Bamburgh · 
Bardon Mill · 
Bavington · 
Beadnell · 
Belford · 
Bellingham · 
Belsay · 
Berwick upon Tweed · 
Bewick · 
Biddlestone · 
Birtley · 
Blanchland · 
Bowsden · 
Branxton · 
Brinkburn · 
Broomhaugh and Riding · 
Broomley and Stocksfield · 
Bywell · 
Callaly · 
Capheaton · 
Carham · 
Cartington · 
Chatton · 
Chillingham · 
Chollerton · 
Coanwood · 
Corbridge · 
Cornhill on Tweed · 
Corsenside · 
Craster · 
Cresswell · 
Denwick · 
Doddington · 
Duddo · 
Earle · 
Easington · 
East Chevington · 
Edlingham · 
Eglingham · 
Ellingham · 
Ellington and Linton · 
Elsdon · 
Embleton · 
Ewart · 
Falstone · 
Featherstone · 
Felton · 
Ford · 
Glanton · 
Greenhead · 
Greystead · 
Haltwhistle · 
Harbottle · 
Hartburn · 
Hartleyburn · 
Hauxley · 
Haydon · 
Healey · 
Hebron · 
Heddon on the Wall · 
Hedgeley · 
Hedley · 
Henshaw · 
Hepple · 
Hepscott · 
Hesleyhurst · 
Hexham · 
Hexhamshire · 
Hollinghill · 
Holy Island · 
Horncliffe · 
Horsley · 
Humshaugh · 
Ilderton · 
Ingram · 
Kielder · 
Kilham · 
Kirknewton · 
Kirkwhelpington · 
Knaresdale with Kirkhaugh · 
Kyloe · 
Lesbury · 
Lilburn · 
Longframlington · 
Longhirst · 
Longhorsley · 
Longhoughton · 
Lowick · 
Lynemouth · 
Matfen · 
Meldon · 
Melkridge · 
Middleton · 
Milfield · 
Mitford · 
Morpeth · 
Netherton · 
Netherwitton · 
Newbrough · 
Newton by the Sea · 
Newton on the Moor and Swarland · 
Norham · 
North Sunderland · 
Nunnykirk · 
Ord · 
Otterburn · 
Ovingham · 
Ovington · 
Pegswood · 
Plenmeller with Whitfield · 
Ponteland · 
Prudhoe · 
Rennington · 
Rochester · 
Roddam · 
Rothbury · 
Rothley · 
Sandhoe · 
Shilbottle · 
Shoreswood · 
Shotley Low Quarter · 
Simonburn · 
Slaley · 
Snitter · 
Stamfordham · 
Stannington · 
Tarset · 
Thirlwall · 
Thirston · 
Thropton · 
Togston · 
Tritlington and West Chevington · 
Ulgham · 
Wall · 
Wallington Demesne · 
Warden · 
Wark · 
Warkworth · 
West Allen · 
Whalton · 
Whittingham · 
Whittington · 
Whitton and Tosson · 
Widdrington Station and Stobswood · 
Widdrington · 
Wooler · 
Wylam